# Стінківське давньоруське городище
Стінківське давньору́ське городи́ще або Городище Стінка I (у реєстрі пам'яток) — залишки стародавнього укріпленого поселення, пам'ятка місцевого значення за рішенням Тернопільської обласної ради № 147 від 22 березня 1971 року, охоронний номер — 118. Розташовується поблизу села Стінка (нині Бучацького району Тернопільської області).
Дослідження (розкопки) Стінківського давньоруського городища проводили:
- 1949 року — Верхньодністрянська експедиція під керівництвом Олексія Ратича провела дослідження (невеликі розвідкові розкопки[2]) давньоруських городищ поблизу Дністра (також у Заліссі, Коропці[3]). Було знайдено, зокрема, бронзові енколпіони,[2] уламки кераміки XII—XIII століть.
- 1975 року — експедиція Тернопільського обласного краєзнавчого музею під керівництвом Ігоря Ґерети
- 1988 року — під керівництвом Марини Ягодинської.